# DR-Baureihe 100.9
In die Baureihe 100.9 reihte die Deutsche Reichsbahn (DR) ab 1970 Kleinlokomotiven der Leistungsgruppe II ein, die von Dienststellen der Wehrmacht, Rüstungsbetrieben sowie von Privatbahnen beschafft worden und in den Bestand der Reichsbahn gekommen waren.
Außerdem wurden die schmalspurigen Lokomotiven in diese Nummernreihe eingeordnet. Zur besseren Unterscheidung wurden diese Lokomotiven 1973 in die Baureihe 199 umgezeichnet.

## Schmalspurlokomotiven
| Bezeichnung | Bezeichnung | Bezeichnung | Spurweite | Baujahr | Typ          | Anmerkung |
| ab 1970     | bis 1970    | ab 1973     | Spurweite | Baujahr | Typ          | Anmerkung |
| ----------- | ----------- | ----------- | --------- | ------- | ------------ | --- |
| 100 901     | Köf 6001    | 199 001     | 750 mm    | 1944    | HF 130 C     | |
| 100 902     | Köf 6003    | 199 002     | 750 mm    | 1942    | HF 130 C     | nach Ausmusterung 1975, 1978 als 100 902 reaktiviert, ab 1985 als 100 901, 1992 kurzzeitig als 310 901-4 bezeichnet |
| 100 903     | Kö 6501     | 199 003I    | 1000 mm   | 1953    | LKM Typ Ns 3 | 1983–1984 als 199 991 bezeichnet                                                                                    |
| 100 904     | Kö 6502     | 199 004I    | 1000 mm   | 1953    | LKM Typ Ns 3 | 1983 als 199 992 bezeichnet                                                                                         |
| 100 905     | Kö 7001     | 199 005     | 1000 mm   | 1964    | LKM V 10 C   | |
| 100 906     | Kö 7002     | 199 006     | 1000 mm   | 1964    | LKM V 10 C   | |

## Normalspurlokomotiven
In den Nummernbereich 100 910 bis 100 955 wurden die Kö(f) 5710 bis 5756 umgezeichnet. Die Fahrzeuge Köf 5713, Kö 5721, Kö 5722, Kö 57 32, Köf 5740 und Kö 5756 waren 1970 bereits ausgemustert.